# اوکسانا بایول
اوکسانا بایول (روسی: Оксана Сергеевна Баюл-Фарина؛ زادهٔ ۱۶ نوامبر ۱۹۷۷) اسکیت‌باز نمایشی اهل اوکراین بود.